# ژولی لوپ-کوروال
ژولی لوپ-کوروال (فرانسوی: Julie Lopes-Curval‎) یک کارگردان، فیلم‌نامه‌نویس، و نمایش‌نامه‌نویس اهل فرانسه است. وی از سال ۱۹۹۲ میلادی تاکنون مشغول فعالیت بوده‌است.